# Noreña
Cet article possède des paronymes, voir Noroña, Noronha et Noronhia.
Noreña est une commune (concejo aux Asturies) située dans la communauté autonome des Asturies en Espagne.
Le territoire de la commune de Noreña est composé de cinq territoires distincts, d'une superficie totale de seulement 5,29 km², ce qui en fait la plus petite commune des Asturies. La commune est entièrement enclavée dans celle de Siero.
L'art culinaire y est bien représenté. Les industries de la viande et de la charcuterie de Noreña ont constitué une base importante pour une gastronomie de qualité, en particulier les tripes, l′adobo, le gésier, le ragoût fabada et le chorizo noir (sabadiego), qui ont une institution qui les promeut : l'ordre du Sabadiego. Ses festivals gastronomiques sont réputés.
Autre festival, celui de l'Ecce Homo ou de l'Exaltation de la Croix, connu pour la multitude de pèlerins qui viennent dans la ville pour la célébration (mi-septembre).

## Géographie
La commune de Noreña est divisée en trois paroisses civiles, qui coïncident avec les paroisses à caractère religieux (détaillées entre parenthèses) :
- Celles (San Juan de Celles) : San Andrés, La Felguera, La Carril, Serrapicón, La Braña, Otero et La Peral.
- Noreña (Santa María de Noreña) : Noreña.
- Santa Marina (Santa Marina) : La Pasera.

## Histoire
Les premiers documents de la localité ont été trouvés vers 1920 par l'historien Juan Uría Ríu, qui décrivent un lieu situé sur la rivière Noreña. Ces documents datent du XIIe siècle. En 989, le comte Gundemaro Piñoliz et son épouse ont fait don à l'évêque d'Oviedo Bermudo Mumadonna de terres sur les rives de la Noreña en échange de l'église Santa Maria de Tol. L'acte de donation correspondant date de l'année 1103. Un autre acte de donation datant de 1151 indique que le landgrave Gonzalo Peláez et son épouse font don au monastère de San Vicente d'un terrain habité appelé Noreña (que vulgare vocatur Naurenia). C'est là que le nom de la localité est mentionné pour la première fois. Dix ans plus tard, l'administration est réorganisée, la juridiction revenant à la ville voisine de Siero.

## Culture locale et patrimoine

### Lieux et monuments
- L'église Sainte-Marie ;
- La tour de l'horloge.

### Personnalités liées à la commune
- Manuel Rionda (1854-1943) : négociant né à Noreña.

## Galerie

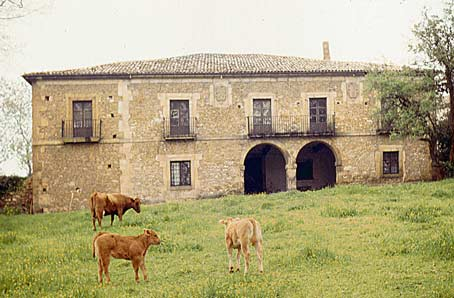
Le palais rural de Rebollin.
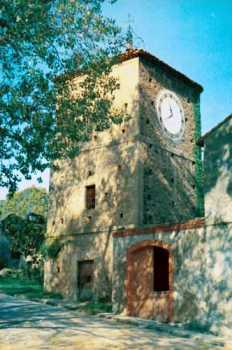
La tour de l'horloge.
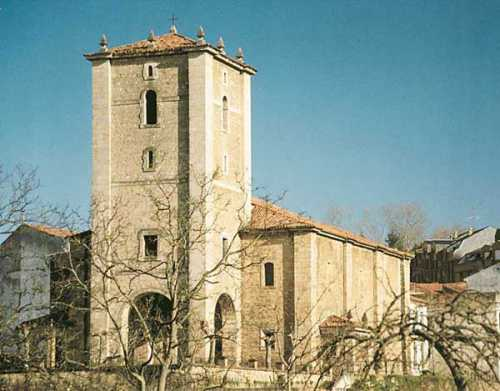
L'église Sainte-Marie.